# Internationale französische Tennismeisterschaften 1967
| ◄ Internationale französische Tennismeisterschaften 1967 ►                                                                             | ◄ Internationale französische Tennismeisterschaften 1967 ► |
| --- | ---------------------------------------------------------- |
| Datum: | 22. Mai–3. Juni 1967                                       |
| Auflage: | 66. Internationale französische Tennismeisterschaften      |
| Ort: | Roland Garros, Paris                                       |
| Belag: | Sand                                                       |
| Titelverteidiger |                                                            |
| Herreneinzel: | Tony Roche                                                 |
| Dameneinzel: | Ann Jones                                                  |
| Herrendoppel: | Clark Graebner Dennis Ralston                              |
| Damendoppel: | Margaret Smith Judy Tegart                                 |
| Mixed: | Annette van Zyl Frew McMillan                              |
| Sieger |                                                            |
| Herreneinzel: | Roy Emerson                                                |
| Dameneinzel: | Françoise Dürr                                             |
| Herrendoppel: | John Newcombe Tony Roche                                   |
| Damendoppel: | Françoise Dürr Gail Sherriff                               |
| Mixed: | Billie Jean King Owen Davidson                             |
| Grand Slams 1967 |                                                            |
| - Australian Championships - Internationale französische Tennismeisterschaften - Wimbledon Championships - U.S. National Championships |                                                            |

Die 66. internationalen französischen Tennismeisterschaften 1967 waren ein Tennis-Sandplatzturnier der Klasse Grand Slam, das von der ILTF veranstaltet wurde. Es fand vom 22. Mai bis 3. Juni 1967 in Roland Garros, Paris, Frankreich statt.
Titelverteidiger im Einzel waren Tony Roche bei den Herren sowie Ann Jones bei den Damen. Im Herrendoppel waren Clark Graebner und Dennis Ralston, im Damendoppel Margaret Smith und Judy Tegart und im Mixed Annette van Zyl und Frew McMillan  die Titelverteidiger.

## Herreneinzel
Setzliste
| Nr. | Spieler             | Erreichte Runde |
| --- | ------------------- | --------------- |
| 01. | Roy Emerson         | Sieg            |
| 02. | Tony Roche          | Finale          |
| 03. | John Newcombe       | 4. Runde        |
| 04. | Nicola Pietrangeli  | 3. Runde        |
| 05. | István Gulyás       | Halbfinale      |
| 06. | Martin Mulligan     | 4. Runde        |
| 07. | Alexander Metreweli | 3. Runde        |
| 08. | Pierre Darmon       | Viertelfinale   |

| Nr. | Spieler         | Erreichte Runde |
| --- | --------------- | --------------- |
| 09. | Bill Hewitt     | 4. Runde        |
| 10. | Cliff Drysdale  | Viertelfinale   |
| 11. | Tom Okker       | Viertelfinale   |
| 12. | Bill Bowrey     | 2. Runde        |
| 13. | Owen Davidson   | Viertelfinale   |
| 14. | Nikola Pilić    | Halbfinale      |
| 15. | Jan Kodeš       | 4. Runde        |
| 16. | Jaidip Mukerjea | 1. Runde        |

## Dameneinzel
Setzliste
| Nr. | Spielerin          | Erreichte Runde |
| --- | ------------------ | --------------- |
| 01. | Billie Jean King   | Viertelfinale   |
| 02. | Ann Jones          | Viertelfinale   |
| 03. | Maria Esther Bueno | Viertelfinale   |
| 04. | Lesley Turner      | Finale          |
| 05. | Rosie Casals       | Achtelfinale    |
| 06. | Françoise Dürr     | Sieg            |
| 07. | Kerry Melville     | Halbfinale      |
| 08. | Judy Tegart        | Achtelfinale    |

| Nr. | Spielerin        | Erreichte Runde |
| --- | ---------------- | --------------- |
| 09. | Annette van Zyl  | Halbfinale      |
| 10. | Tory-Ann Fretz   | 3. Runde        |
| 11. | Karen Krantzcke  | 2. Runde        |
| 12. | Helga Schultze   | Viertelfinale   |
| 13. | Galina Baksheeva | Achtelfinale    |
| 14. | Virginia Wade    | Achtelfinale    |
| 15. | Patricia Walkden | Achtelfinale    |
| 16. | Gail Sherriff    | Achtelfinale    |